# Liegi-Bastogne-Liegi 1953
La Liegi-Bastogne-Liegi 1953, trentanovesima edizione della corsa, fu disputata il 3 maggio 1953 per un percorso di 236 km. Fu vinta dal belga Alois De Hertog, giunto al traguardo in 6h53'51" alla media di 34,215 km/h, precedendo i francesi Maurice Diot e Raoul Rémy. 
I corridori che portarono a termine la gara al traguardo di Liegi furono in totale 45.

## Ordine d'arrivo (Top 10)
| Pos. | Corridore           | Squadra            | Tempo    |
| ---- | ------------------- | ------------------ | -------- |
| 1    | Alois De Hertog     | Alcyon-Dunlop      | 6h53'51" |
| 2    | Maurice Diot        | Mercier-Hutchinson | a 5'03"  |
| 3    | Raoul Rémy          | Mercier-Hutchinson | s.t.     |
| 4    | Jan Storms          | Dilecta            | a 5'35"  |
| 5    | Robert Vanderstockt | -                  | s.t.     |
| 6    | Nino Defilippis     | Legnano            | a 6'54"  |
| 7    | Jan Zagers          | -                  | s.t.     |
| 8    | Briek Schotte       | Alcyon-Dunlop      | s.t.     |
| 9    | Jozef Lefevre       | -                  | s.t.     |
| 10   | Raymond Impanis     | Garin-Wolber       | s.t.     |